# Cronologia degli avvenimenti italiani nel biennio 1848-1849

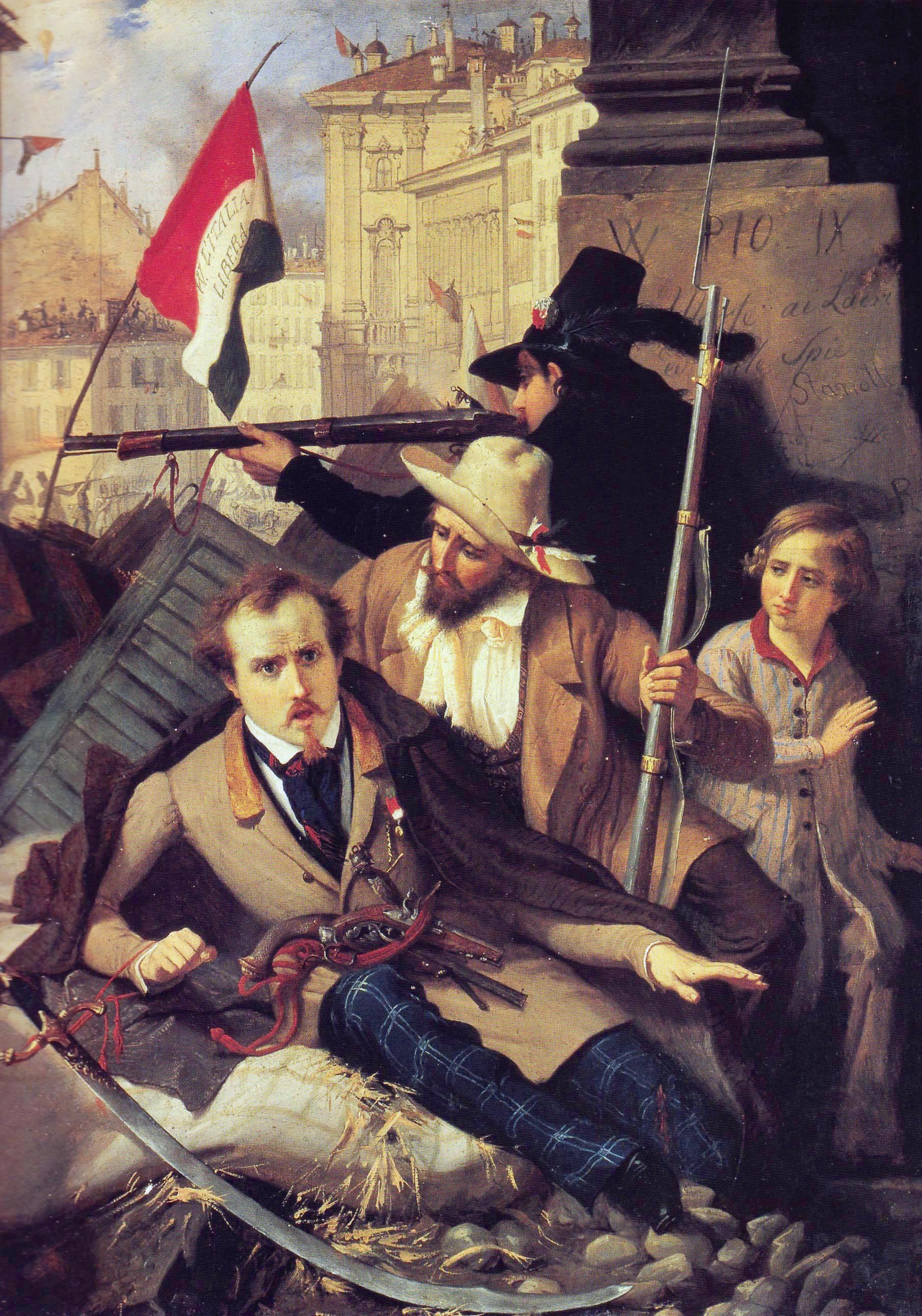
Episodio delle cinque giornate di Milano raffigurato da Baldassare Verazzi

Di seguito è riportata la cronologia degli avvenimenti italiani nel biennio 1848-1849 inerenti ai moti del 1848

## Tabella riassuntiva
| Anno | Giorno | Regno di Sardegna | Regno Lombardo-Veneto | Granducato di Toscana | Stato Pontificio | Regno delle Due Sicilie |
| ---- | --- | --- | --- | --- | --- | --- |
| 1848 | 12 gennaio | | | | | Inizia la Rivoluzione siciliana del 1848, contro i Borbone, scoppiata nella città di Palermo, ed estesasi nelle altre città dell'isola. |
| 1848 | 21 gennaio | | | | Il cardinale Gabriele Ferretti rassegna le dimissioni dall'incarico di segretario di Stato assunto il 17 luglio 1847. Viene sostituito con il cardinale liberale forlivese Giuseppe Bofondi. | |
| 1848 | 23 gennaio | | | | | Il Comitato generale palermitano, in seduta plenaria, dichiara la monarchia borbonica ufficialmente decaduta. |
| 1848 | 27 gennaio | | | | | Scoppia a Napoli una insurrezione costituzionale contro i Borbone |
| 1848 | 8 febbraio | | Padova insorge contro il dominio Austriaco. | | | |
| 1848 | 11 febbraio | | | | | Ferdinando II promulga la Costituzione del Regno delle Due Sicilie, concessa il 29 gennaio precedente, come risposta alle sommosse scoppiate in tutto il regno. |
| 1848 | 17 febbraio | | | Leopoldo II, sovrano del Granducato di Toscana, concede la Costituzione.                                                                             | | |
| 1848 | 21 febbraio | | | | | Assedio di Messina |
| 1848 | 4 marzo | Carlo Alberto, sovrano del Regno di Sardegna, concede lo Statuto Albertino. | | | | |
| 1848 | 14 marzo | | | | Papa Pio IX delibera l'editto Nelle istituzioni, nel quale concede la costituzione, denominata «Statuto fondamentale pel Governo temporale degli Stati di S. Chiesa». Lo Statuto istituisce due Camere legislative, un Alto Consiglio, un Consiglio dei Deputati, e apre le istituzioni (sia legislative sia esecutive) ai laici. | |
| 1848 | 17 marzo | | Venezia si solleva contro il dominio Austriaco e vengono liberati dalle carceri austriache Daniele Manin e Niccolò Tommaseo. | | | |
| 1848 | 18 - 22 marzo | | Iniziano le Cinque giornate di Milano. Istituzione del Governo provvisorio di Milano. | | | |
| 1848 | 21 marzo | | | Leopoldo II invia truppe regolari toscane, affiancate da volontari, a combattere in alta Italia a fianco del Regno di Sardegna contro gli Austriaci. | | |
| 1848 | 22 marzo | | Nella battaglia di Porta Tosa di Milano vengono messe in fuga le truppe Austriache al comando del maresciallo Radetzky: hanno termine le cinque giornate di Milano. A Venezia viene proclamata la repubblica di san Marco, il presidente, eletto dal popolo, è Daniele Manin. | | | |
| 1848 | 23 marzo | Carlo Alberto dichiara guerra all'impero Austriaco: è l'inizio della Prima guerra di indipendenza. | L'esercito austriaco viene riorganizzato nelle Fortezze del Quadrilatero. | | | |
| 1848 | 24 marzo | | | | Papa Pio IX invia truppe al confine col il Regno Lombardo-Veneto, per proteggere i confini dello Stato della Chiesa. | |
| 1848 | 25 marzo | Delle avanguardie dell'esercito piemontese oltrepassano il Ticino, il fiume che marca il confine tra il Regno di Sardegna e il Regno Lombardo-Veneto. | | | | Viene proclamato un "nuovo" Regno di Sicilia indipendente, che sopravvive fino al maggio del 1849. Viene inoltre riaperto, dopo circa trenta anni di chiusura, il Parlamento di Sicilia, presieduto da Vincenzo Fardella di Torrearsa.                                                                                                |
| 1848 | 26 marzo | | | | | Il capo del nuovo governo siciliano, Ruggero Settimo, è accolto con entusiasmo e salutato come padre della patria siciliana. Tra i ministri, vengono nominati Francesco Crispi, Francesco Paolo Perez, Mariano Stabile, Michele Amari, Pietro Lanza di Scordia e Butera e Salvatore Vigo.                                             |
| 1848 | 29 marzo | | L'esercito piemontese occupa Pavia, Cremona e Lodi. | | | |
| 1848 | 31 marzo | | Due avanguardie, comandate dal generale Michele Giuseppe Bes, che aveva passato il Ticino a Boffalora, ed era entrato a Milano si dirigono verso Brescia. Radetzky si ripara nella fortezza di Peschiera del Garda. Due giorni dopo è a Verona. | | | |
| 1848 | 7 aprile | | L'esercito piemontese prosegue per Marcaria e passa l'Oglio, ad una ventina di chilometri da Mantova, la fortezza più meridionale del Quadrilatero. | | | |
| 1848 | 8 aprile | | Battaglia di Sorio. | | | |
| 1848 | 8 - 11 aprile | | Battaglia del ponte di Goito. Battaglie di Valeggio e Monzambano. | | | |
| 1848 | 11 aprile | | Battaglia di Castelnuovo. | | | |
| 1848 | 17 aprile | | Laval Nugent, generale austriaco, passa l'Isonzo e inizia a marciare nel Veneto, ponendo il blocco a Palmanova e proseguendo con il grosso delle forze verso Udine. | | | |
| 1848 | 23 aprile | | Le truppe Austriache occupano Udine. Alberto La Marmora, generale piemontese, dopo aver fatto saltare un ponte, con i volontari pontifici comandati dal Giovanni Durando e le guardie nazionali e volontari del generale Ferrari, difende le posizioni sul Piave. | | | |
| 1848 | 24 aprile | | Prima battaglia di Governolo. | | | |
| 1848 | 26 aprile | | Assedio di Osoppo. | | | |
| 1848 | 29 aprile | | Durando, che rifiuta con i suoi uomini l'ordine di ritirata di Papa Pio IX, giunge a Treviso, mentre Alberto La Marmora viene assegnato alla difesa di Venezia insorta. Nel Cadore una piccola armata ribelle volontaria di circa quattromila uomini, guidati da Pietro Fortunato Calvi, inviato della Repubblica di San Marco, si oppone alle formazioni Austriache e si dirige a Belluno per congiungersi con il corpo di Laval Nugent.           | | Pio IX pronuncia l'allocuzione Non semel, con la quale il pontefice annuncia il ritiro delle truppe regolari comandate dal generale Giovanni Durando ed inviate contro l'Austria nella Prima guerra di indipendenza. | |
| 1848 | 30 aprile | | Battaglia di Pastrengo | | | |
| 1848 | 5 - 6 maggio | | Le truppe Austriache occupano le città di Belluno e Feltre. | | | |
| 1848 | 6 maggio | | Battaglia di Santa Lucia | | | |
| 1848 | 9 maggio | | Battaglia di Cornuda | | | |
| 1848 | 15 maggio | | | | | Con un colpo di mano, Ferdinando II scioglie il parlamento democratico di Napoli, insediato il giorno prima, e sostituisce il governo costituzionale di Carlo Troja con un ministero composto esclusivamente da elementi conservatori. Il Re napoletano decide quindi il ritiro delle proprie truppe dalla guerra patriottica.        |
| 1848 | 18 - 22 maggio | | Attacco austriaco a Vicenza - Le truppe del generale Giovanni Durando, il battaglione del generale Giacomo Antonini, i volontari vicentini e le truppe pontificie difendono la città e riescono a bloccare gli Austriaci, facendoli ritirare a Verona. La notizia dell'eroica impresa fà il giro delle città insorte. | | | |
| 1848 | 18 - 30 maggio | | Assedio di Peschiera | | | |
| 1848 | 21 maggio | | | | | Il comandante dell'armata napoletana, Guglielmo Pepe, riceve l'ordine di tornare al più presto nel Regno delle Due Sicilie. |
| 1848 | 29 maggio | | Battaglia di Curtatone e Montanara | | | Il generale Guglielmo Pepe e la partecipazione di giovani quali i fratelli Luigi e Carlo Mezzacapo, Enrico Cosenz, Cesare Rosaroll, Girolamo Calà Ulloa e altri, insieme ad una piccola parte del corpo napoletano, raggiunge Venezia, dove dà il suo contributo a favore della Repubblica di San Marco fino al termine della guerra. |
| 1848 | 30 maggio | | Battaglia di Goito, Resa di Peschiera. Voto di annessione della Lombardia al Regno di Sardegna. | | | Il 10º Reggimento "Abruzzo" partecipa alla Battaglia di Goito. |
| 1848 | 10 giugno | | Battaglia di Monte Berico | | | |
| 1848 | 13 giugno - 24 giugno | | Caduta di Padova, Treviso e Palmanova | | | |
| 1848 | 26 giugno | | | Viene inaugurato il parlamento costituzionale toscano, nel salone dei Cinquecento di Palazzo Vecchio, a Firenze.                                     | | |
| 1848 | 10 luglio | | | | | I parlamento costituzionale siciliano emana la nuova costituzione del Regno, presieduto da Vincenzo Fardella di Torrearsa con il nome di Statuto fondamentale del Regno di Sicilia. Il parlamento sopprime contemporaneamente la Camera dei Pari del Regno.                                                                           |
| 1848 | 13 luglio | | | | | Il Parlamento siciliano elegge re di Sicilia il figlio di Carlo Alberto, il duca di Genova Ferdinando Alberto Amedeo di Savoia, cui viene indicato il nome di Alberto Amedeo I di Sicilia, il quale però rifiuta. |
| 1848 | 14 luglio | | | | Gli Austriaci occupano la città diFerrara. | |
| 1848 | 18 luglio | | Seconda battaglia di Governolo | | | |
| 1848 | 22 - 27 luglio | | Battaglia di Custoza | | | |
| 1848 | 29 luglio | | | | L'Occupazione austriaca di Ferrara è respinta a fucilate dagli abitanti di Sermide. Questa azione vale al comune la medaglia di Città benemerita del Risorgimento nazionale. | |
| 1848 | 30 luglio | | Giuseppe Garibaldi, a capo di un corpo di volontari di cinquemila uomini, entra a Bergamo. | | | |
| 1848 | 4 agosto | | Carlo Alberto, alle ore venti, riunisce un consiglio di guerra che decide di rinunciare alla difesa della città. | | | |
| 1848 | 5 agosto | | La popolazione milanese invita il sovrano Sabaudo e a non abbandonare la città e continuare nella difesa contro gli Austriaci. La sera, i bersaglieri comandati da Alfonso La Marmora portano in salvo Carlo Alberto che usce da Milano in carrozza, protetto dai soldati. Tutto l'esercito comincia quella notte a ripiegare, seguito da una moltitudine di profughi, circa un terzo della popolazione milanese. Occupazione garibaldina di Monza. | | | |
| 1848 | 6 agosto | Carlo Alberto si ritira oltre il Ticino con l'esercito. | Una moltitudine di profughi veneti e lombardi seguono i piemontesi oltre il Ticino. Gli Austriaci occupano Milano. | | | |
| 1848 | 8 agosto | | Occupazione garibaldina di Como e San Fermo. | | La città di Bologna caccia, dopo una rivolta popolare, gli Austriaci, che si ritirano a nord del fiume Po | |
| 1848 | 9 agosto | Armistizio di Salasco | | | | |
| 1848 | Occupazione garibaldina di Castelletto Ticino. Il duca di Genova intima a Garibaldi di rispettarel'armistizio, ma lui rifiuta e ripassa il confine del Lombardo-Veneto. | | | | | |
| 1848 | 10 - 28 agosto | | Battaglia di Morazzone | | | |
| 1848 | 15 agosto | | Garibaldi, a Luino, si scontra con una colonna di circa quattrocentocinquanta/cinquecento Austriaci che vengono messi in fuga, lasciando sul campo due morti e quattordici feriti, oltre a trentasette prigionieri. | | | |
| 1848 | 17 agosto | | | Leopoldo II sostituisce al governo il moderato Ridolfi con Capponi                                                                                   | | |
| 1848 | 25 agosto | | Garibaldi dopo l'azione di Luino, ripara in Svizzera, per non essere catturato, dopo due brevi combattimenti ad Arcisate e a Morazzone contro una spedizione inviata dal Radetzky. | Rivolta "democratica" a Livorno, condotta da Francesco Domenico Guerrazzi.                                                                           | | |
| 1848 | 31 agosto | | Il musicista Johann Strauss compone in onore del vincitore, Radetzky, la Marcia di Radetzky che viene eseguita per la prima volta a Vienna. | | | |
| 1848 | 7 settembre | | | | | Capitolazione della città di Messina dopo un lungo assedio. |
| 1848 | 27 ottobre | | | Leopoldo II cede alle pressioni e conferisce l'incarico al democratico Montanelli, che prende il Guerrazzi come Ministro degli Interni.              | | |
| 1848 | 15 novembre | | | | Pellegrino Rossi, Primo Ministro di Papa Pio IX, viene assassinato sulle scalinate della Cancelleria Apostolica, a Roma. | |
| 1848 | 24 novembre | | | | Il pontefice abbandona Roma, vestito da semplice sacerdote, con destinazione Gaeta, nel territorio del Regno delle Due Sicilie. | |
| 1848 | 13 dicembre | | | | I delegati della Romagna e delle Marche si ritrovano a Forlì per affermare la volontà di unificare l'Italia e chiedere una Costituente. | |
| 1848 | 16 dicembre | Governo Gioberti | | | | |
| 1849 | 8 febbraio | | | | | Pietro Lanza di Butera sostituisce Ruggero Settimo alla guida del governo siciliano. |
| 1849 | 9 febbraio | | | | Dopo la fuga di Papa Pio IX da Roma, viene proclamata la Repubblica Romana. | |
| 1849 | 21 - 22 marzo | | Battaglia di Mortara | | | |
| 1849 | 23 marzo | | Battaglia di Novara | | | |
| 1849 | 23 marzo - 1º aprile | | La popolazione di Brescia si ribella contro l'oppressione Austriaca. La fierezza dimostrata dagli insorti nei combattimenti vale alla città di Brescia il titolo di "Leonessa d'Italia". | | | |
| 1849 | 29 marzo | | | | Il triumvirato composto da Carlo Armellini, Giuseppe Mazzini ed Aurelio Saffi governa la Repubblica Romana. | |
| 1849 | 5-11 aprile | Vittorio Emanuele II reprime i moti scoppiati nella città di Genova per l'annessione al Regno di Sardegna. La città viene pesantemente bombardata e saccheggiata dalle truppe sabaude. Numerosi sono i morti di ogni età fra la popolazione, oltre al diffondersi dello stupro di guerra. | | | | |
| 1849 | 7 aprile | | | | | L'Esercito delle Due Sicilie da Messina, con sedicimila uomini comandati da Carlo Filangieri di Satriano, dopo aspri combattimenti, occupa Catania. |
| 1849 | 24 aprile | | | | Il corpo di spedizione francese, guidato dal generale Oudinot, sbarca con settemila uomini a Civitavecchia. | |
| 1849 | 9 maggio | | | | Battaglia di Palestrina | |
| 1849 | 10 maggio | | | | Battaglia di Velletri | |
| 1849 | 15 maggio | | | | | Capitolazione di Palermo dopo aver avviato la rivolta popolare, mentre i leader siciliani vanno in esilio a Malta. |
| 1849 | 25 maggio - 21 giugno | | | | Assedio di Ancona Sia da terra che da mare, l'assedio interessa l'unico centro che rimane alla Repubblica Romana sul litorale adriatico per ritardare la marcia Austriaca su Roma. È motivo della medaglia d’oro come “Città benemerita del Risorgimento nazionale”. Il 21 Maggio viene consegnata la Cittadella e i forti; i difensori della città vengono salutati dai vincitori con l'onore delle armi, per ordine del comandante Austriaco. | |
| 1849 | 3 giugno - 2 luglio | | | | Assedio di Roma Il generale Oudinot, inviato dal presidente della Seconda Repubblica francese Luigi Napoleone, tenta per la seconda volta l'assalto a Roma, capitale della neo-proclamata Repubblica Romana. L'assedio si conclude con la vittoria e l'ingresso dei Francesi a Roma che vi insediano un provvisorio governo militare in attesa del ritorno di Papa Pio IX.                                                                      | |
| 1849 | 4 luglio | | | | Capitolazione della Repubblica Romana. | |
| 1849 | 7 - 8 agosto | | | | I patrioti italiani Ugo Bassi e Giovanni Livraghi sono fucilati dagli Austriaci a Bologna. | |
| 1849 | 15 dicembre | | | | | Il Re di Napoli, con un decreto, impone alla Sicilia il pagamento di un debito pubblico di venti milioni di ducati. |